# ۱۷ مارس
۱۷ مارس در تقویم گرگوری، هفتاد و ششمین (در سال‌های کبیسه هفتاد و هفتمین) روز سال است. ۲۸۹ روز تا پایان سال باقی است.

## رویدادها
- ۱۳۷۳ - اسد پهلوان حاکم کرمان بر آل مظفر یاغی شد و تا زنده بود دست از استقلال برنداشت. وی سرانجام به دست سربازان خود کشته شد.
- ۱۸۶۱ – اعلان تاسیس پادشاهی ایتالیا
- ۱۹۱۷ - نیکلای دوم تزار روسیه که با مخالفت مردم رو به رو شده بود با هدف برقراری مجدد آرامش، اختیارات خود را به یک دولت موقت واگذار کرد که این دارو هم اثر نداشت و هفت ماه بعد، نظام روسیه با انقلاب بلشویکی تغییر یافت.
- ۱۹۳۱ - استالین، کروپسکایا لنین را از کمیته مرکزی حزب کمونیست شوروی بیرون کرد.
- ۱۹۳۹ – جنگ دوم چین و ژاپن: آغاز نبرد نانچانگ بین کومینتانگ و امپراتوری ژاپن.
- ۱۹۴۷ – نخستین پرواز بمب‌افکن راهبردی نورث امریکن بی-۴۵ تورنادو.
- ۱۹۵۸ – ایالات متحده ماهواره ونگارد ۱ را پرتاب کرد.
- ۱۹۵۹ – فرار چهاردهمین دالایی لاما از تبت به هند.
- ۱۹۶۳ – انفجار کوه آگونگ در بالی جان بیش از هزار و صد نفر را گرفت.
- ۱۹۶۹ – گلدا مئیر نخستین نخست‌وزیر زن در اسرائیل شد.

## زادروزها
- ۱۷۸۷ - ژرژ سیمون اهم فیزیکدان خالق قانون اهم
- ۱۹۷۰ – دارن کندی، دوچرخه‌سوار اهل بریتانیا

## درگذشت‌ها
- ۱۸۰ - مارکوس اورلیوس، امپراتور روم.
- ۱۰۴۰ - هارولد یکم، پادشاه انگلستان
- ۱۹۹۶ - حسین مؤنس، تاریخ‌نگار، ادیب و اندیشمند مصری.